# Самертон (Аризона)
Самертон (енгл. Somerton) град је у америчкој савезној држави Аризона. По попису становништва из 2010. у њему је живело 14.287 становника.

## Демографија
Према попису становништва из 2010. у граду је живело 14.287 становника, што је 7.021 (96,6%) становника више него 2000. године.
| Група             | 2000.         | 2010.          |
| Белци             | 287 (3,9%)    | 411 (2,9%)     |
| Афроамериканци    | 27 (0,4%)     | 122 (0,9%)     |
| Азијати           | 25 (0,3%)     | 55 (0,4%)      |
| Хиспаноамериканци | 6.915 (95,2%) | 13.708 (95,9%) |
| Укупно            | 7.266         | 14.287         |